# Campionati mondiali juniores di slittino 1994
I Campionati mondiali juniores di slittino 1994 si sono disputati ad Igls, in Austria, il 29 e il 30 gennaio 1994. Il tracciato situato nei pressi di Innsbruck, già sede nel 1976 della XII olimpiade invernale, ospita la manifestazione iridata di categoria per la prima volta.

## Podi[1][2]
| Evento         | Oro | Tempo | Argento                                                                                           | Tempo | Bronzo                                                                                                 | Tempo |
| Singolo Uomini | Armin Zöggeler                                                                                            |       | Lawrence Dolan                                                                                    |       | Rainer Margreiter                                                                                      |       |
| Singolo Donne  | Angelika Wiedemann                                                                                        |       | Bethany Calcaterra                                                                                |       | Sonja Manzenreiter                                                                                     |       |
| Doppio         | Danil Čaban Aleksandr Zubkov                                                                              |       | Markus Fluckinger Hannes Egger                                                                    |       | André Florschütz Falk Rossmann                                                                         |       |
| Gara a squadre | Austria Markus Kleinheinz Rainer Margreiter Simone Eder Sonja Manzenreiter Markus Fluckinger Hannes Egger |       | Russia Danil Čaban Aleksandr Zubkov Elena Leskina Ekaterina Voronova Danil Čaban Aleksandr Zubkov |       | Stati Uniti Lawrence Dolan Adam Heidt Amanda Agnew Bethany Calcaterra Christian Niccum Matthew McClain |       |

## Medagliere
| Posiz. | Nazione     | Oro | Argento | Bronzo | Totale |
| ------ | ----------- | --- | ------- | ------ | ------ |
| 1      | Austria     | 1   | 1       | 2      | 4      |
| 2      | Russia      | 1   | 1       | 0      | 2      |
| 3      | Germania    | 1   | 0       | 1      | 2      |
| 4      | Italia      | 1   | 0       | 0      | 1      |
| 4      | Stati Uniti | 0   | 2       | 1      | 3      |